# Miután boldogok leszünk (film)
A Miután boldogok leszünk (eredeti cím: After Ever Happy) 2022-es amerikai romantikus filmdráma, amelyet Castille Landon rendezett Sharon Soboil forgatókönyve alapján. Az Anna Todd 2015-ben megjelent azonos című regénye alapján készült film a Miután-filmsorozat negyedik és egyben utolsó része, a Miután (2019), a Miután összecsaptunk (2020) és a Miután elbuktunk (2021) című filmek után. A főszerepben Josephine Langford és Hero Fiennes Tiffin, akik ismét Tessa Young és Hardin Scott szerepét alakítják.
A filmet az Amerikai Egyesült Államokban 2022. szeptember 7-én mutatják be a mozikban, Magyarországon augusztus 25-én jelenik meg a Prorom Entertainment Kft. forgalmazásában.

## Rövid történet
Amikor kiderül egy megdöbbentő igazság a pár családjairól, a két szerelmes rájön, hogy nem különböznek annyira egymástól. Tessa már nem az az aranyos, hétköznapi jó lány, aki volt, mióta megismerkedett Hardinnal – ahogyan Hardin sem az a durva, mogorva fiú, akibe annyira beleszeretett.

## Szereplők
| Szerep          | Színész             | Magyar hang   |
| --------------- | ------------------- | ------------- |
| Tessa Young     | Josephine Langford  | Czető Zsanett |
| Hardin Scott    | Hero Fiennes Tiffin | Jéger Zsombor |
| Landon Gibson   | Chance Perdomo      |               |
| Trish Daniels   | Louise Lombard      |               |
| Nora            | Kiana Madeira       |               |
| Robert          | Carter Jenkins      |               |
| Kimberley       | Arielle Kebbel      |               |
| Carol Young     | Mira Sorvino        |               |
| Christian Vance | Stephen Moyer       |               |
| Ken Scott       | Rob Estes           |               |
| Karen Scott     | Frances Turner      |               |

## A film készítése
2020 szeptemberében jelentették be, hogy készül a Miután boldogok leszünk játékfilm-adaptációja. A filmet a Miután elbuktunk című filmmel egy időben készítették el, és bejelentették, hogy Castille Landon rendezi, Sharon Soboil pedig forgatókönyvíróként szerepel. Josephine Langford és Hero Fiennes Tiffin megerősítették, hogy újra eljátsszák Tessa Young és Hardin Scott szerepét.
A film előkészületi munkálatai 2020 szeptemberében kezdődtek, még a Miután elbuktunk megjelenése előtt. A Miután elbuktunk című filmmel egy időben zajlott a forgatás. 2021 decemberében megerősítették, hogy Louise Lombard, Kiana Madeira, Chance Perdomo, Rob Estes és Carter Jenkins újra eljátsszák korábbi filmekből ismert szerepeiket. Az első kedvcsináló előzetes 2021 decemberében jelent meg.
A forgatás Bulgáriában történt, és 2020 decemberében fejeződött be.

## Bemutató
A Miután boldogok leszünk 2022. szeptember 7-én jelent meg az Amerikai Egyesült Államokban. A Netflix a tervek szerint a forgalmazást fogja végezni, miután sikeresen megoldotta az előző film nemzetközi megjelenését.